# Västansjöbrännan
Västansjöbrännan är ett naturreservat i Härjedalens kommun i Jämtlands län.
Området är naturskyddat sedan 2010 och är 50 hektar stort. Reservatet omfattar i sin västra del ett område som drabbades av skogsbrand 2001. Området består sedan av myrmark och barrskog. 